# Water Valley (Mississippi)
Water Valley é uma cidade localizada no estado americano de Mississippi, no Condado de Yalobusha.

## Demografia
Segundo o censo americano de 2000, a sua população era de 3677 habitantes.
Em 2006, foi estimada uma população de 3830, um aumento de 153 (4.2%).

## Geografia
De acordo com o United States Census Bureau tem uma área de
18,2 km², dos quais 18,2 km² cobertos por terra e 0,0 km² cobertos por água.

## Localidades na vizinhança
O diagrama seguinte representa as localidades num raio de 32 km ao redor de Water Valley.